# Olive Cotton
Olive Edith Cotton (Sydney, 11 luglio 1911 – Cowra, 27 settembre 2003) è stata una fotografa australiana.
Insieme al collega e poi marito Max Dupain è stata tra i pionieri della fotografia modernista australiana e internazionale.

## Biografia
Nata in un sobborgo di Sydney da una famiglia artistica (il padre Leo aveva fotografato Ernest Shackleton durante la spedizione britannica nell'Antartide del 1907), ricevette la sua prima macchina fotografica a 11 anni (una Brownie), sviluppando da subito una gran passione per l'arte della fotografia.
Nel 1924, mentre era in vacanza presso la spiaggia di Newport con i genitori, conobbe il giovane Max Dupain e ne diventò subito un'amica importante, uniti entrambi dalla passione per la fotografia.
Dopo essersi laureata nel 1934, si dedicò a tempo pieno all'arte fotografica e negli anni successivi realizzò le sue opere più famose, in collaborazione anche con il suo amico d'infanzia Dupain che infine sposerà nel 1939. Dopo essersi divorziata nel 1941 ed essersi risposata con Ross McInerney nel 1944, si trasferì a Cowra dove insegnò matematica in una scuola locale e dove aprì anche uno studio fotografico specializzato nella ritrattistica.
Mentre l'ex marito Dupain rimase abbastanza noto nel suo settore, solo a partire dall'inizio degli anni '80 i lavori della Cotton hanno ricominciato a ricevere le attenzioni della critica e del pubblico, culminando nel 1985 con una mostra permanente curata da Dupain stesso.
Le è stato dedicato un premio riguardante la fotografia ritrattistica, l'Olive Cotton Award.

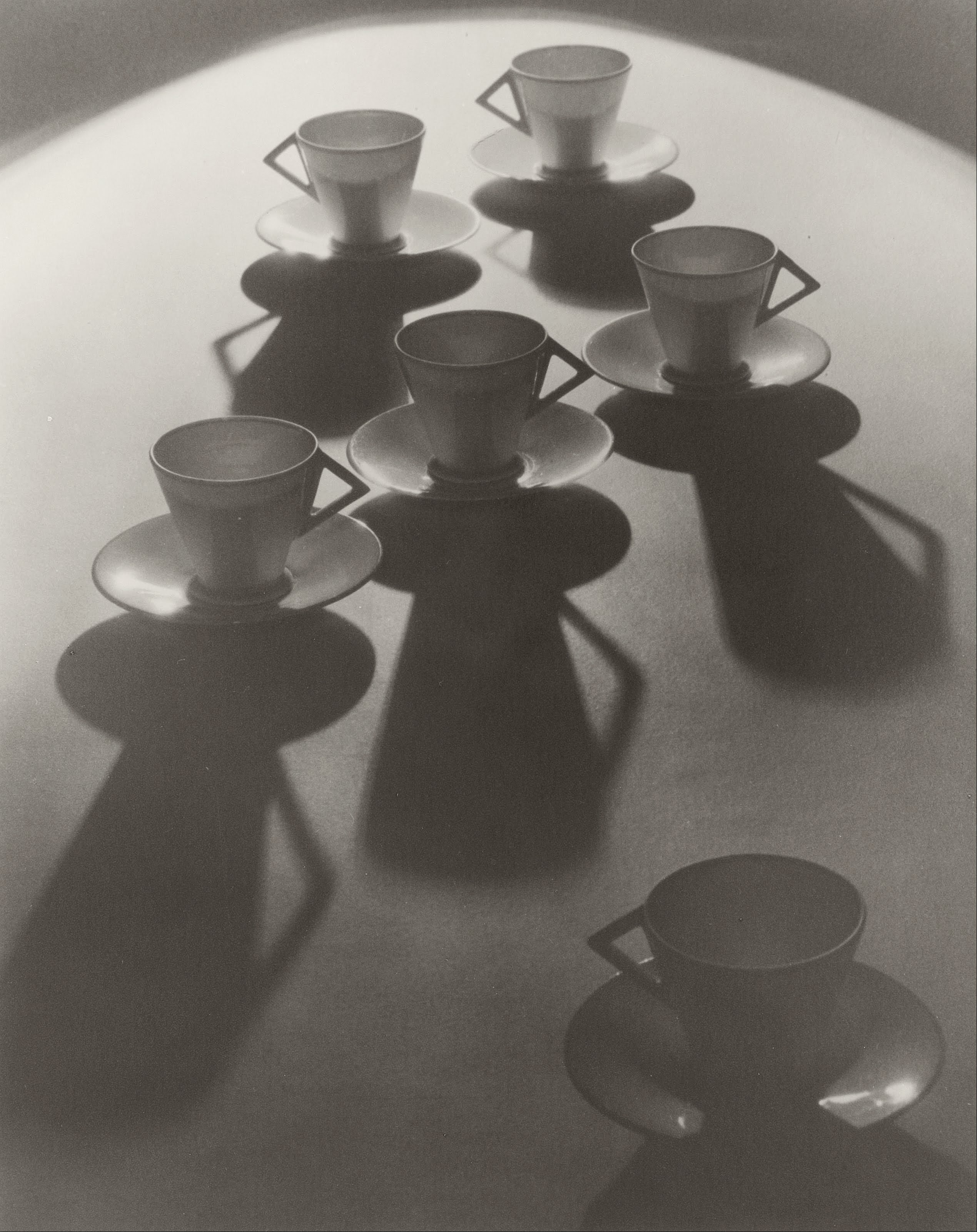
Teacup ballet, 1935 (Art Gallery of South Australia)

### Opere
Teacup ballet, scattata nel 1935, è l'opera più famosa dell'artista: rappresentano delle tazze da tè fotografate in modo da sembrare delle ballerine che danzano. Tale opera è stata riprodotta su un francobollo australiano del 1991 in onore dei 150 anni della nascita della fotografia in Australia, continuando ad ispirare ancora oggi molti artisti.
Nel corso degli anni '30 la Cotton produsse altri lavori degni di nota, caratterizzati da forte cariche chiaroscurali e giustapposizioni di luci e ombre per risaltare la volumetria dei soggetti: ne è un altro esempio Sunbaker del 1937 o Max after Surfing del 1939, in cui è ritratto lo stesso amico Dupain dopo un bagno a Culburra Beach.

## Galleria d'immagini

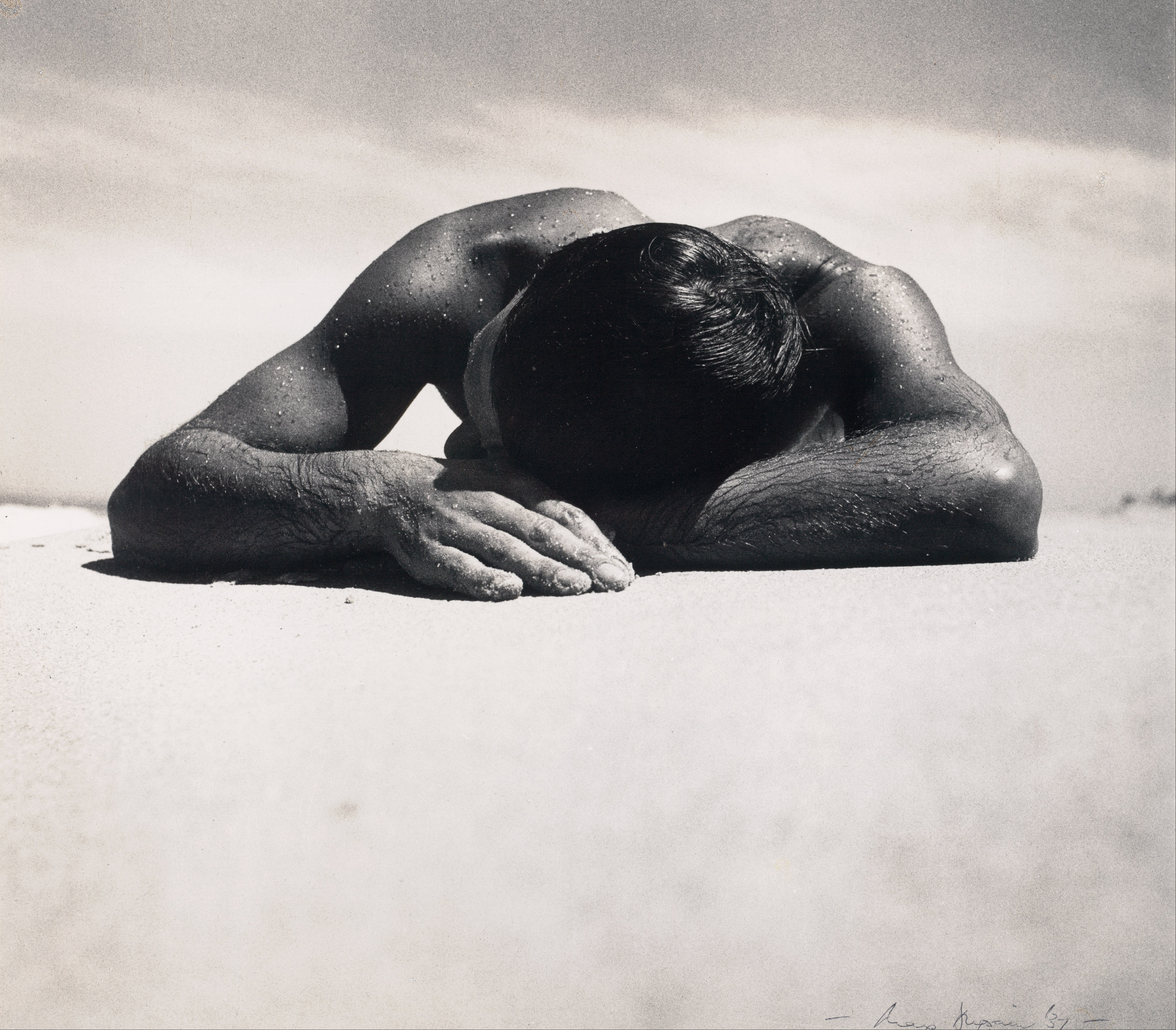
Sunbaker, 1937 (National Gallery of Victoria)
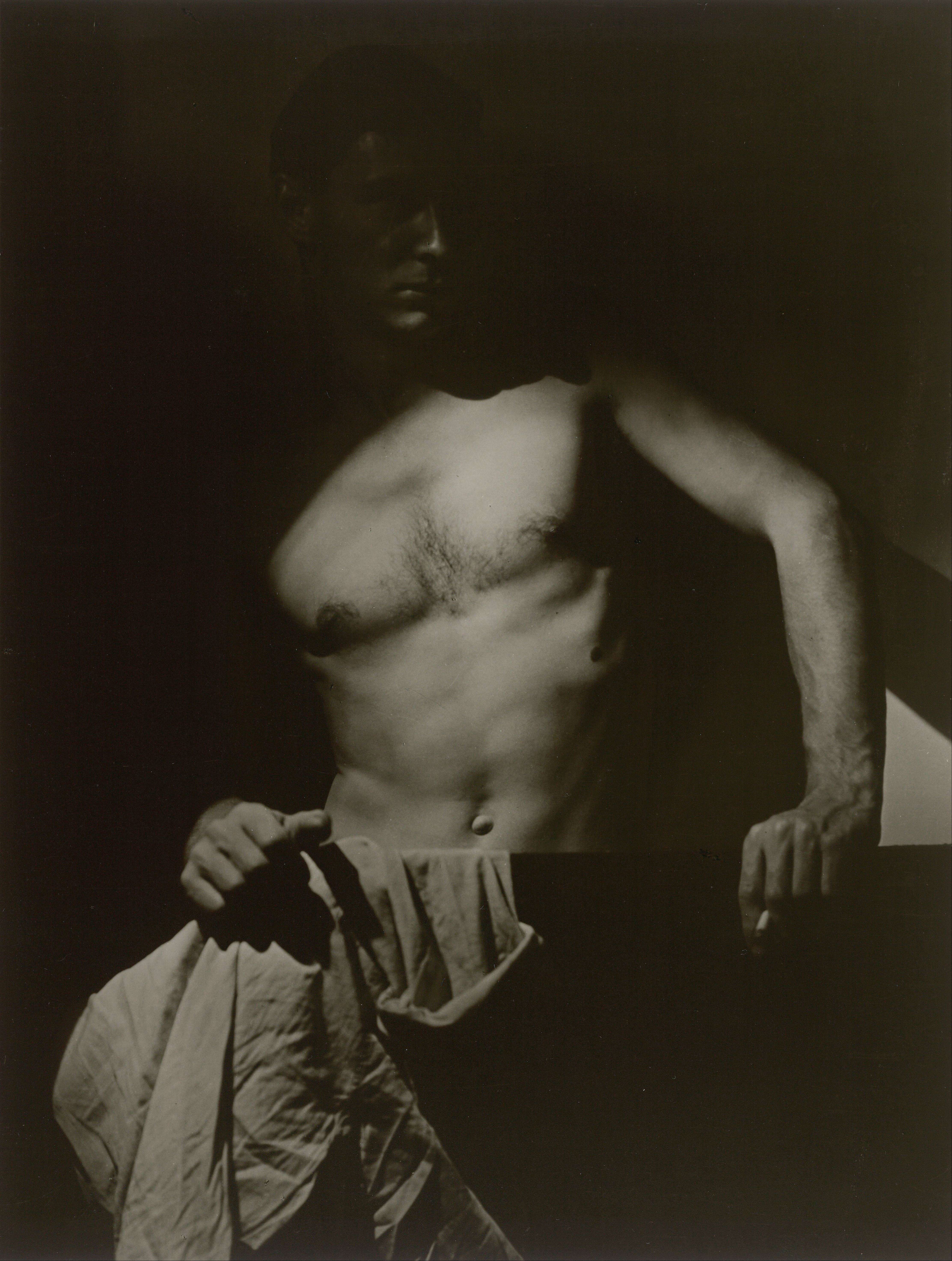
Max after surfing, 1939
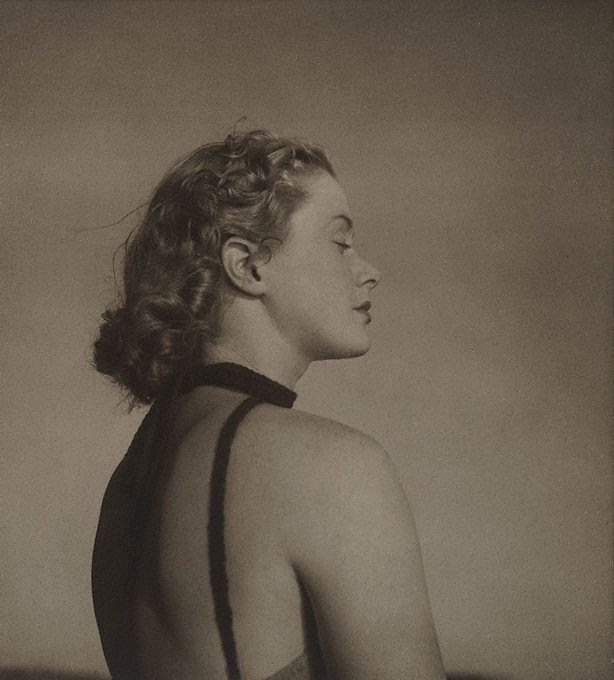
Only to taste the warmth, the light, the wind, 1939
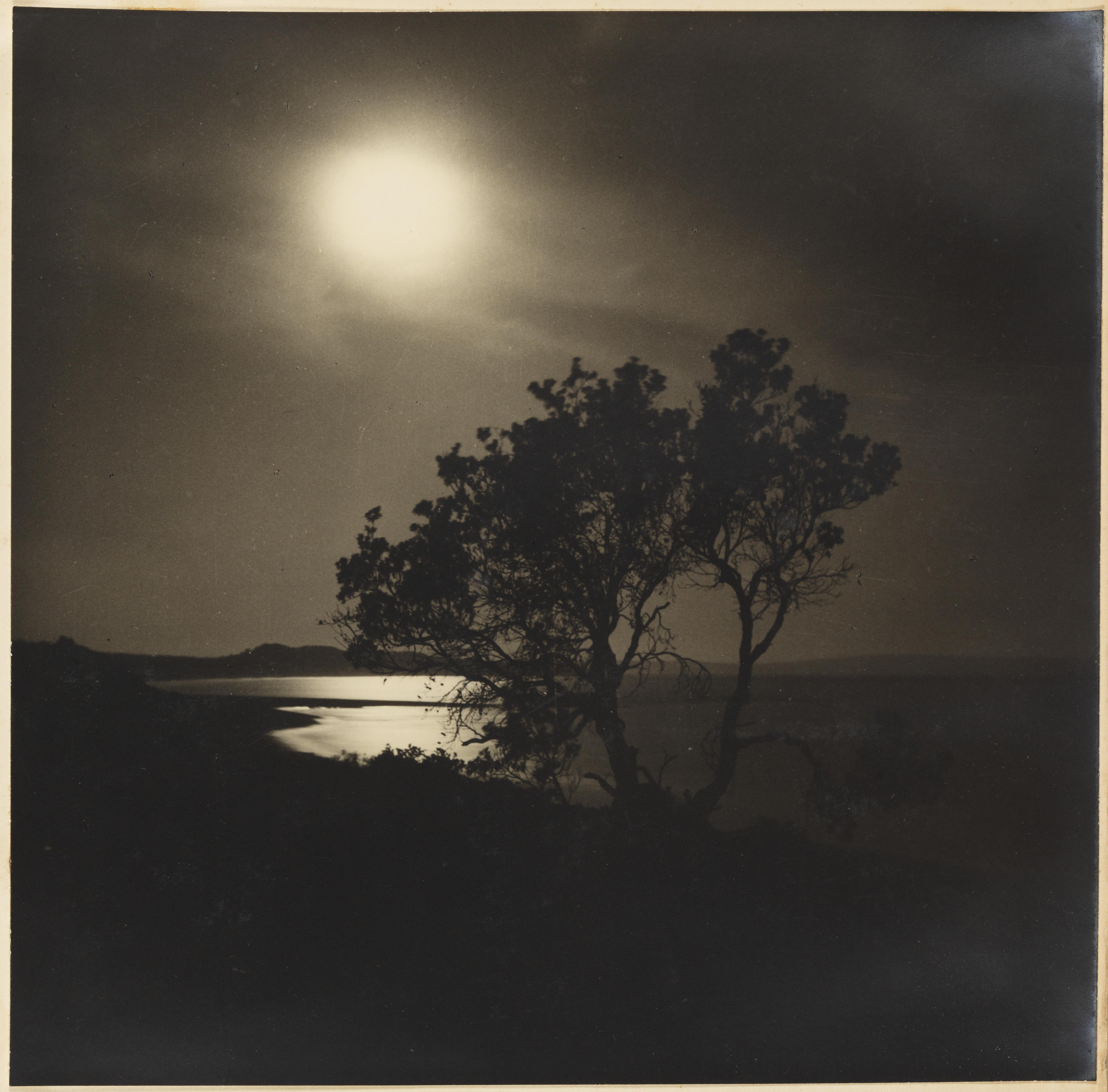
Scatto in chiaroscuro della Cotton di Culburra Beach, dove lei e Dupain spesso andavano anche per i loro lavori fotografici.